# Coreglia Antelminelli
Coreglia Antelminelli – miejscowość i gmina we Włoszech, w regionie Toskania, w prowincji Lukka.
Według danych na rok 2004 gminę zamieszkiwało 4805 osób, 92,4 os./km².
Ufortyfikowany kompleks miejski Rocca di Coreglia, położony na najwyższej części stoków Appeninów wzdłuż stromych brzegów potoków Ania i Segone, na wschód od Bargi. W przeszłości ważna średniowieczna twierdza, będąca we władaniu rodziny Castracani.
Rocca rozwinęła podstawy fortyfikacji zgodnie z morfologią terenu. Dzięki strategicznej pozycji kontrolowała znaczną część doliny Garfagnana, wysyłając sygnały świetlne do fortec Brancoli i Motrone a stamtąd prosto do Lukki (Lucca). Coreglia uległa w czasie wielu przekształceniom. Jej ziemie były wprost przeznaczone pod działalność rolniczą. Mury obronne zostały obniżone, zdjęto balkony dla straży; jednak jako całość miasto zachowało do dziś obronny, ufortyfikowany charakter.
Muzeum rzeźb figuralnych z gipsu (Museo della Figurina di Gesso e dell´Emigrazione). Styl rzeźb rozwinięty w okolicach  Coreglia i Tereglio w XVI i XVII w. został rozprzestrzeniony po świecie dzięki wielkiej liczbie emigrujących artystów z tego terenu.

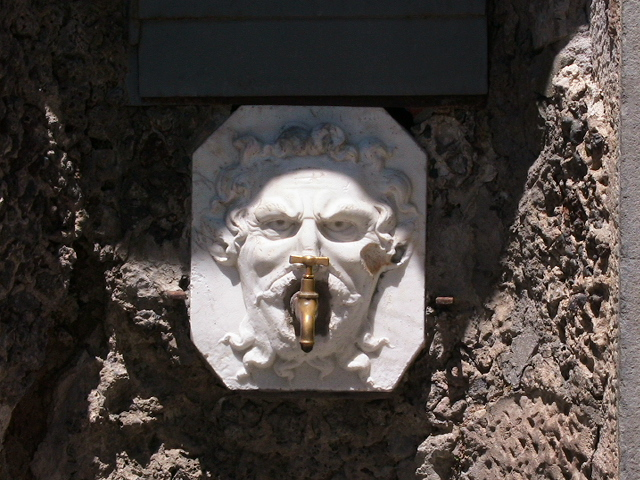
Na ścianie kościoła S. Martino w centrum C. Antelminelli